# Paul Nylén
Paulus Nylén, känd som Paul Nylén, född 8 september 1892 i Bälaryds socken, Jönköpings län, död 17 oktober 1976 i Uppsala, var en svensk kemist. Han var svärson till Theodor Ahlford och far till Leif Nylén.
Nylén, som var prästson, blev filosofie licentiat 1920 och filosofie doktor 1931 på avhandlingen Studien über organische Phosphorverbindungen (1930). Han var lärare i kemi vid medicinska fakulteten i Uppsala 1918–1934, blev docent i kemi i Uppsala 1930, vid Kungliga Tekniska högskolan 1944 och var professor i färg- och lackkemi där 1950–1958. Han var lärare vid Arméns underofficerskola (AUS) 1930–1936, tillförordnad professor vid Norges tekniske høgskole i Trondheim 1937–1939, chefskemist vid Askim Gummivarefabrikkers centrallaboratorium 1939–1940, laboratoriechef vid Statens hantverksinstitut 1940–1950, chef för Svenska färgindustrins forskningslaboratorium 1944–1958. Han utgav avhandlingar i kemi, läroböcker, var redaktör och medarbetare i handböcker och ordlistor samt skrev tidskriftsartiklar. Paul Nylén är begravd på Uppsala gamla kyrkogård.